# Marigny (Deux-Sèvres)
Marigny é uma comuna francesa na região administrativa da Nova Aquitânia, no departamento de Deux-Sèvres. Estende-se por uma área de 31,72 km². Em 2010 a comuna tinha 889 habitantes (densidade: 28 hab./km²).